# Nini
Nini is een naam. In het Indonesisch betekent deze naam "oma". In andere talen betekent de naam:
- Mandarijn: "meisjesachtig"
- Hawaïaans: "mooi"

Verder is Nini ook een van de Fuwa, de mascottes van de Olympische Zomerspelen 2008 in Peking